# Copa América 2004
La Copa América 2004 fu la quarantunesima edizione del massimo torneo sudamericano per nazionali di calcio.
Ad organizzare il torneo fu il Perù e le partite si svolsero dal 6 al 25 luglio 2004. Il Brasile vinse in finale contro l'Argentina, portandosi a casa il suo settimo titolo come Campione del Sud America (e il quarto con la nuova denominazione di Copa América).

## Città e stadi
Sedi della Copa América 2004 furono le seguenti città con i relativi stadi:
| Lima                  | Cuzco                                             | Arequipa                                          |
| --------------------- | ------------------------------------------------- | ------------------------------------------------- |
| Estadio Nacional      | Estadio Garcilaso                                 | Estadio Arequipa                                  |
| Capienza: 45,574      | Capienza: 45,056                                  | Capienza: 40,000                                  |
|                       |                                                   |                                                   |
| Piura                 | Arequipa Chiclayo Cuzco Lima Piura Tacna Trujillo | Arequipa Chiclayo Cuzco Lima Piura Tacna Trujillo |
| Estadio Miguel Grau   | Arequipa Chiclayo Cuzco Lima Piura Tacna Trujillo | Arequipa Chiclayo Cuzco Lima Piura Tacna Trujillo |
| Capienza: 26,550      | Arequipa Chiclayo Cuzco Lima Piura Tacna Trujillo | Arequipa Chiclayo Cuzco Lima Piura Tacna Trujillo |
|                       | Arequipa Chiclayo Cuzco Lima Piura Tacna Trujillo | Arequipa Chiclayo Cuzco Lima Piura Tacna Trujillo |
| Tacna                 | Chiclayo                                          | Trujillo                                          |
| Estadio Jorge Basadre | Estadio Elías Aguirre                             | Estadio Mansiche                                  |
| Capienza: 25,850      | Capienza: 25,000                                  | Capienza: 25,000                                  |
|                       |                                                   |                                                   |

## Formula
Per l'edizione 2004 venne confermata la formula sperimentata nelle cinque edizioni precedenti, con le 12 nazionali partecipanti (le 10 selezioni affiliate alla CONMEBOL, più due invitate della CONCACAF, che in questa edizione furono Costa Rica e Messico) divise in 3 gironi all'italiana da 4 ciascuno. Le prime due classificate più le 2 migliori terze si sarebbero qualificate ai quarti. Da questo momento il torneo avrebbe preso la forma dell'eliminazione diretta.

## Nazionali partecipanti
| N° | Nazione    | Iscrizione CONMEBOL | Iscrizione CONCACAF | Note                          |
| -- | ---------- | ------------------- | ------------------- | ----------------------------- |
| 1  | Argentina  | 1916                | -                   |                               |
| 2  | Brasile    | 1916                | -                   |                               |
| 3  | Cile       | 1916                | -                   |                               |
| 4  | Uruguay    | 1916                | -                   |                               |
| 5  | Paraguay   | 1921                | -                   |                               |
| 6  | Perù       | 1925                | -                   | Nazione ospitante             |
| 7  | Bolivia    | 1926                | -                   |                               |
| 8  | Ecuador    | 1927                | -                   |                               |
| 9  | Colombia   | 1936                | -                   | Detentore Coppa America 2001  |
| 10 | Venezuela  | 1952                | -                   |                               |
| 11 | Messico    | -                   | 1961                | Detentore Coppa CONCACAF 2003 |
| 12 | Costa Rica | -                   | 1962                | Detentore Coppa UNCAF 2003    |

I gironi iniziali ebbero la seguente composizione:
| Pos | Squadra   |
| --- | --------- |
| A1  | Perù      |
| A2  | Bolivia   |
| A3  | Colombia  |
| A4  | Venezuela |

| Pos | Squadra   |
| --- | --------- |
| A1  | Argentina |
| A2  | Ecuador   |
| A3  | Messico   |
| A4  | Uruguay   |

| Pos | Squadra    |
| --- | ---------- |
| A1  | Brasile    |
| A2  | Cile       |
| A3  | Costa Rica |
| A4  | Paraguay   |

## Primo turno

### Gruppo A

#### Risultati
| Arbitro: | Rezende |

|                   |           |  |
| Moreno 21’ (rig.) | Marcatori |  |

| Arbitro: | Baldassi |

|                                 |           |                        |
| Pizarro 67’ (rig.) Palacios 86’ | Marcatori | 35’ Botero 57’ Álvarez |

| Arbitro: | Ramos |

|           |           |  |
| Perea 90’ | Marcatori |  |

| Arbitro: | Selman |

|                                    |           |               |
| Farfán 34’ Solano 61’ Acasiete 72’ | Marcatori | 74’ Margiotta |

| Arbitro: | Rodríguez |

|           |           |             |
| Morán 27’ | Marcatori | 33’ Galindo |

| Arbitro: | Mattus |

|                        |           |                       |
| Solano 58’ Maestri 60’ | Marcatori | 33’ Congo 53’ Aguilar |

#### Classifica
| Pos. | Squadra   | Pt | G | V | N | P | GF | GS | DR |
| ---- | --------- | -- | - | - | - | - | -- | -- | -- |
| 1.   | Colombia  | 7  | 3 | 2 | 1 | 0 | 4  | 2  | +3 |
| 2.   | Perù      | 5  | 3 | 1 | 2 | 0 | 7  | 5  | +2 |
| 3.   | Bolivia   | 2  | 3 | 0 | 2 | 1 | 3  | 4  | -1 |
| 4.   | Venezuela | 1  | 3 | 0 | 1 | 2 | 2  | 5  | -3 |

### Gruppo B

#### Risultati
| Arbitro: | Hidalgo |

|                      |           |                       |
| Osorio 45’ Pardo 69’ | Marcatori | 43’ Bueno 88’ Montero |

| Arbitro: | Amarilla |

|                                                                              |           |             |
| K. González 5’ (rig.) Saviola 64’, 75’, 79’ D'Alessandro 84’ L. González 90’ | Marcatori | 62’ Delgado |

| Arbitro: | Brand |

|                      |           |           |
| Forlán 61’ Bueno 78’ | Marcatori | 73’ Salas |

| Arbitro: | Rezende |

|            |           |  |
| Morales 8’ | Marcatori |  |

| Arbitro: | Lecca |

|                                    |           |             |
| Altamirano 23’ (rig.) Bautista 42’ | Marcatori | 71’ Delgado |

| Arbitro: | Selman |

|                                             |           |                           |
| K. González 19’ Figueroa 20’, 89’ Ayala 80’ | Marcatori | 7’ Estoyanoff 38’ Sánchez |

#### Classifica
| Pos. | Squadra   | Pt | G | V | N | P | GF | GS | DR |
| ---- | --------- | -- | - | - | - | - | -- | -- | -- |
| 1.   | Messico   | 7  | 3 | 2 | 1 | 0 | 5  | 3  | +2 |
| 2.   | Argentina | 6  | 3 | 2 | 0 | 1 | 10 | 4  | +6 |
| 3.   | Uruguay   | 4  | 3 | 1 | 1 | 1 | 6  | 7  | -1 |
| 4.   | Ecuador   | 0  | 3 | 0 | 0 | 3 | 3  | 10 | -7 |

### Gruppo C

#### Risultati
| Arbitro: | Óscar Ruiz |

|                       |           |  |
| Dos Santos 85’ (rig.) | Marcatori |  |

| Arbitro: | Rodríguez |

|                  |           |  |
| Luís Fabiano 90’ | Marcatori |  |

| Arbitro: | Baldassi |

|                                |           |           |
| Adriano 45’, 54’, 67’ Juan 49’ | Marcatori | 81’ Marín |

| Arbitro: | Méndez |

|              |           |               |
| González 71’ | Marcatori | 78’ Cristaldo |

| Arbitro: | Ortubé |

|                       |           |            |
| Wright 60’ Herrón 90’ | Marcatori | 40’ Olarra |

| Arbitro: | Hidalgo |

|                          |           |                  |
| González 29’ Bareiro 71’ | Marcatori | 35’ Luís Fabiano |

#### Classifica
| Pos. | Squadra    | Pt | G | V | N | P | GF | GS | DR |
| ---- | ---------- | -- | - | - | - | - | -- | -- | -- |
| 1.   | Paraguay   | 7  | 3 | 2 | 1 | 0 | 4  | 2  | +2 |
| 2.   | Brasile    | 6  | 3 | 2 | 0 | 1 | 6  | 3  | +3 |
| 3.   | Costa Rica | 3  | 3 | 1 | 0 | 2 | 3  | 6  | -3 |
| 4.   | Cile       | 1  | 3 | 0 | 1 | 2 | 2  | 4  | -2 |

### Raffronto delle terze classificate
| Pos. | Squadra    | Pt | G | V | N | P | GF | GS | DR |
| ---- | ---------- | -- | - | - | - | - | -- | -- | -- |
| 1.   | Uruguay    | 4  | 3 | 1 | 1 | 1 | 6  | 7  | -1 |
| 2.   | Costa Rica | 3  | 3 | 1 | 0 | 2 | 3  | 6  | -3 |
| 3.   | Bolivia    | 2  | 3 | 0 | 2 | 1 | 3  | 4  | -1 |

## Fase ad eliminazione diretta

### Tabellone
|  | Quarti di finale     | Quarti di finale |                  |         | Semifinali                | Semifinali                |  |  | Finale            | Finale |
|  |                      |                  |                  |         |                           |                           |  |  |                   |        |
|  | 17 luglio - Trujillo |                  |                  |         |                           |                           |  |  |                   |        |
|  |                      |                  |                  |         |                           |                           |  |  |                   |        |
|  | 1A. Colombia         | 2                |                  |         |                           |                           |  |  |                   |        |
|  | 1A. Colombia         | 2                | 20 luglio - Lima |         |                           |                           |  |  |                   |        |
|  | 3C. Costa Rica       | 0                |                  |         |                           |                           |  |  |                   |        |
|  | 3C. Costa Rica       | 0                | Colombia         | 0       |                           |                           |  |  |                   |        |
|  | 17 luglio - Chiclayo |                  | Colombia         | 0       |                           |                           |  |  |                   |        |
|  |                      | Argentina        | 3                |         |                           |                           |  |  |                   |        |
|  | 2A. Perù             | Argentina        | 3                | 0       |                           |                           |  |  |                   |        |
|  | 2A. Perù             |                  | 25 luglio - Lima | 0       |                           |                           |  |  |                   |        |
|  | 2B. Argentina        | 1                |                  |         |                           |                           |  |  |                   |        |
|  | 2B. Argentina        | 1                | Argentina        | 2 (2)   |                           |                           |  |  |                   |        |
|  | 17 luglio - Plura    |                  | Argentina        | 2 (2)   |                           |                           |  |  |                   |        |
|  |                      | Brasile          | 2 (4)            |         |                           |                           |  |  |                   |        |
|  | 1B. Messico          | Brasile          | 2 (4)            | 0       |                           |                           |  |  |                   |        |
|  | 1B. Messico          | 21 luglio - Lima |                  | 0       |                           |                           |  |  |                   |        |
|  | 2C. Brasile          | 4                |                  |         |                           |                           |  |  |                   |        |
|  | 2C. Brasile          | 4                | Brasile (dtr)    | 1 (5)   | Finale per il terzo posto | Finale per il terzo posto |  |  |                   |        |
|  | 17 luglio - Tacna    |                  | Brasile (dtr)    | 1 (5)   | Finale per il terzo posto | Finale per il terzo posto |  |  |                   |        |
|  |                      | Uruguay          | 1 (3)            |         |                           |                           |  |  |                   |        |
|  | 1C. Paraguay         | Uruguay          | 1 (3)            | 1       | Colombia                  | 1                         |  |  |                   |        |
|  | 1C. Paraguay         |                  |                  | 1       | Colombia                  | 1                         |  |  |                   |        |
|  | 3B. Uruguay          | 3                |                  | Uruguay | 2                         |                           |  |  |                   |        |
|  | 3B. Uruguay          | 3                |                  |         | 2                         |                           |  |  |                   |        |
|  |                      |                  |                  |         |                           |                           |  |  | 24 luglio - Cuzco |        |
|  |                      |                  |                  |         |                           |                           |  |  |                   |        |

### Quarti di finale
| Arbitro: | Amarilla |

|  |           |           |
|  | Marcatori | 60’ Tévez |

| Arbitro: | Méndez |

|                        |           |  |
| Aguilar 41’ Moreno 45’ | Marcatori |  |

| Arbitro: | Baldassi |

|                                 |           |             |
| Bueno 40’ (rig.) Silva 65’, 88’ | Marcatori | 15’ Gamarra |

| Arbitro: | Ruiz |

|                                               |           |  |
| Alex 26’ (rig.) Adriano 65’, 78’ Oliveira 87’ | Marcatori |  |

### Semifinali
| Arbitro: | Hidalgo |

|                                     |           |  |
| Tévez 33’ L. González 50’ Sorín 80’ | Marcatori |  |

| Arbitro: | Rodríguez |

|                                         |                      |                           |
| Adriano 46’                             | Marcatori            | 22’ Sosa                  |
| Luisão Luís Fabiano Adriano Renato Alex | Tiri di rigore 5 – 3 | Silva Viera Pouso Sánchez |

### Finale per il 3º posto
| Arbitro: | Ortubé |

|                           |           |                    |
| Estoyanoff 2’ Sánchez 80’ | Marcatori | 70’ (rig.) Herrera |

### Finale
| Arbitro: | Carlos Amarilla |

|                                       |                      |                          |
| K. González 20’ (rig.) Delgado 87’    | Marcatori            | 45’ Luisão 90+3’ Adriano |
| D'Alessandro Heinze K. González Sorín | Tiri di rigore 2 – 4 | Adriano Edu Diego Juan   |

| Argentina | Brasile |

| POR            | 1  | Roberto Abbondanzieri |     |     |
| DIF            | 6  | Gabriel Heinze        |     |     |
| DIF            | 2  | Roberto Ayala         |     |     |
| DIF            | 22 | Fabricio Coloccini    |     |     |
| CEN            | 8  | Javier Zanetti        |     |     |
| CEN            | 3  | Juan Pablo Sorín      | 25’ |     |
| CEN            | 5  | Javier Mascherano     | 72’ |     |
| CEN            | 16 | Lucho González        |     | 75’ |
| ATT            | 18 | Kily González         |     |     |
| ATT            | 11 | Carlos Tévez          |     | 90’ |
| ATT            | 21 | Mauro Rosales         |     | 64’ |
| Sostituzioni:  |    |                       |     |     |
| ATT            | 19 | César Delgado         |     | 64’ |
| CEN            | 10 | Andrés D'Alessandro   |     | 75’ |
| DIF            | 4  | Facundo Quiroga       |     | 90’ |
| Allenatore:    |    |                       |     |     |
| Marcelo Bielsa |    |                       |     |     |

| POR                     | 1  | Júlio César  | 51’ |     |
| DIF                     | 4  | Juan         |     |     |
| DIF                     | 13 | Maicon       |     |     |
| DIF                     | 6  | Gustavo Nery |     |     |
| DIF                     | 3  | Luisão       | 58’ | 82’ |
| CEN                     | 10 | Alex         |     | 63’ |
| CEN                     | 8  | Kléberson    |     | 55’ |
| CEN                     | 5  | Renato       |     |     |
| CEN                     | 11 | Edu          | 38’ |     |
| ATT                     | 9  | Luís Fabiano |     |     |
| ATT                     | 7  | Adriano      |     |     |
| Sostituzioni:           |    |              |     |     |
| CEN                     | 19 | Diego        |     | 55’ |
| CEN                     | 20 | Felipe       |     | 63’ |
| DIF                     | 15 | Cris         |     | 82’ |
| Allenatore:             |    |              |     |     |
| Carlos Alberto Parreira |    |              |     |     |

| Assistenti arbitrali: Nelson Cano (Paraguay) Juan Sulca (Perù) Quarto ufficiale: Gilberto Hidalgo (Perù) |

## Classifica marcatori
7 gol
- Adriano

3 gol
- Kily González
- Saviola
- Bueno.

2 gol
- Figueroa
- Lucho González
- Carlos Tévez
- Luís Fabiano
- Abel Aguilar
- Tressor Moreno

- Agustín Delgado
- Nolberto Solano
- Fabián Estoyanoff
- Vicente Sánchez
- Darío Silva

1 gol
- Roberto Ayala
- Andrés D'Alessandro
- César Delgado
- Juan Pablo Sorín
- Alexsandro de Souza

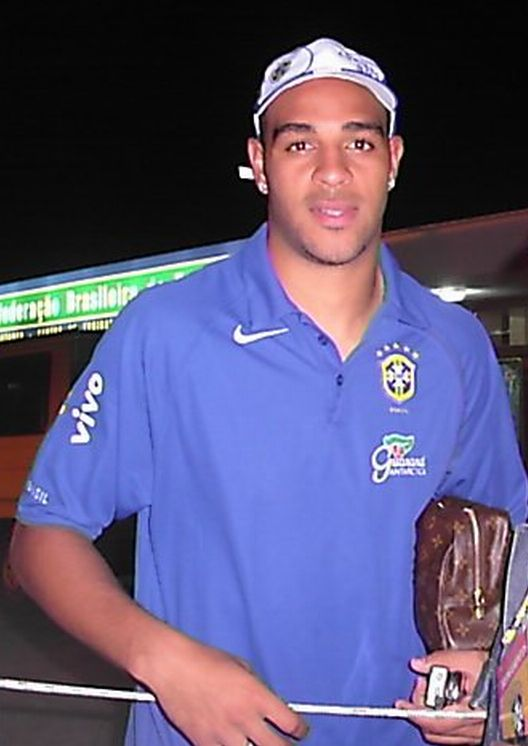
Adriano, capocannoniere del torneo con 7 gol

- Juan Silveira dos Santos
- Luisão
- Ricardo Oliveira
- Lorgio Álvarez
- Joaquín Botero

- Gonzalo Galindo
- Sebastián González
- Rafael Olarra
- Edwin Congo
- Sergio Herrera
- Edixon Perea
- Andy Herrón
- Luis Marín
- Mauricio Wright
- Franklin Salas

- Héctor Altamirano
- Adolfo Bautista
- Ramón Morales
- Ricardo Osorio
- Pável Pardo
- Fredy Bareiro
- Ernesto Cristaldo
- Carlos Gamarra
- Julio Dos Santos
- Julio González Ferreira

- Santiago Acasiete
- Jefferson Farfán
- Flavio Maestri
- Roberto Palacios
- Claudio Pizarro
- Diego Forlán
- Paolo Montero
- Marcelo Sosa
- Massimo Margiotta
- Ruberth Morán

## Arbitri
- Héctor Baldassi
- René Ortubé
- Márcio Rezende
- Rubén Selmán
- Oscar Julián Ruiz
- William Mattus
- Pedro Ramos

- Marco Rodríguez
- Carlos Amarilla
- Gilberto Hidalgo
- Eduardo Lecca
- Gustavo Méndez
- Gustavo Brand